# Tujana Dašidoržijeva
Tujana Norpolovna Dašidoržijeva (rusky Туяна Норполовна Дашидоржиева, * 14. dubna 1996 Čita, Zabajkalský kraj, Rusko) je ruská sportovkyně burjatského původu ve střelbě z luku a členka ruské reprezentace na Olympijských hrách 2016.

## Kariéra
Lukostřelbou se začala zabývat již v raném věku ve své rodné Čitě.
V mezinárodních soutěžích debutovala v roce 2010. V roce 2011 na Světovém poháru mládeže v Polsku získalа bronzovou medaili v týmové soutěži o rok později na stejném turnaji získala stříbrnou medaili. V roce 2015 s ruským týmem vystoupila na Univerziádě v Gwangju a v týmové soutěži vybojovala bronzovou medaili, v individuálním šampionátu byla devátá.
Ve stejném roce na Mistrovství světa v Kodani se spolu s Innou Stěpanovou a Ksenií Perovou stala Mistrem světa, když vyhráli v semifinále nad olympijskými vítězkami z Koreje a ve finále porazili zástupce Indie. V individuálním turnaji na Mistrovství světa se umístila na 17. pozici.
V roce 2016 se stala součástí ruského olympijského týmu a na Olympijských hrách v Rio de Janeiru získala stříbrnou medaili v týmové soutěži, kterou vybojovala spolu s Ksenií Perovou a Innou Stěpanovou.